# استفان کلارک (شناگر)
استفان کلارک (به انگلیسی: Stephen Clarke) (زادهٔ ۲۱ ژوئیهٔ ۱۹۷۳) شناگر اهل کانادا است.